# En nydelig Onkel
En nydelig Onkel er en dansk stumfilm fra 1916, der er instrueret af Lau Lauritzen Sr. efter manuskript af Valdemar Andersen.

## Handling
Denne artikel mangler et handlingsreferat. Hjælp os med at skrive det.